# Narges Kalhor

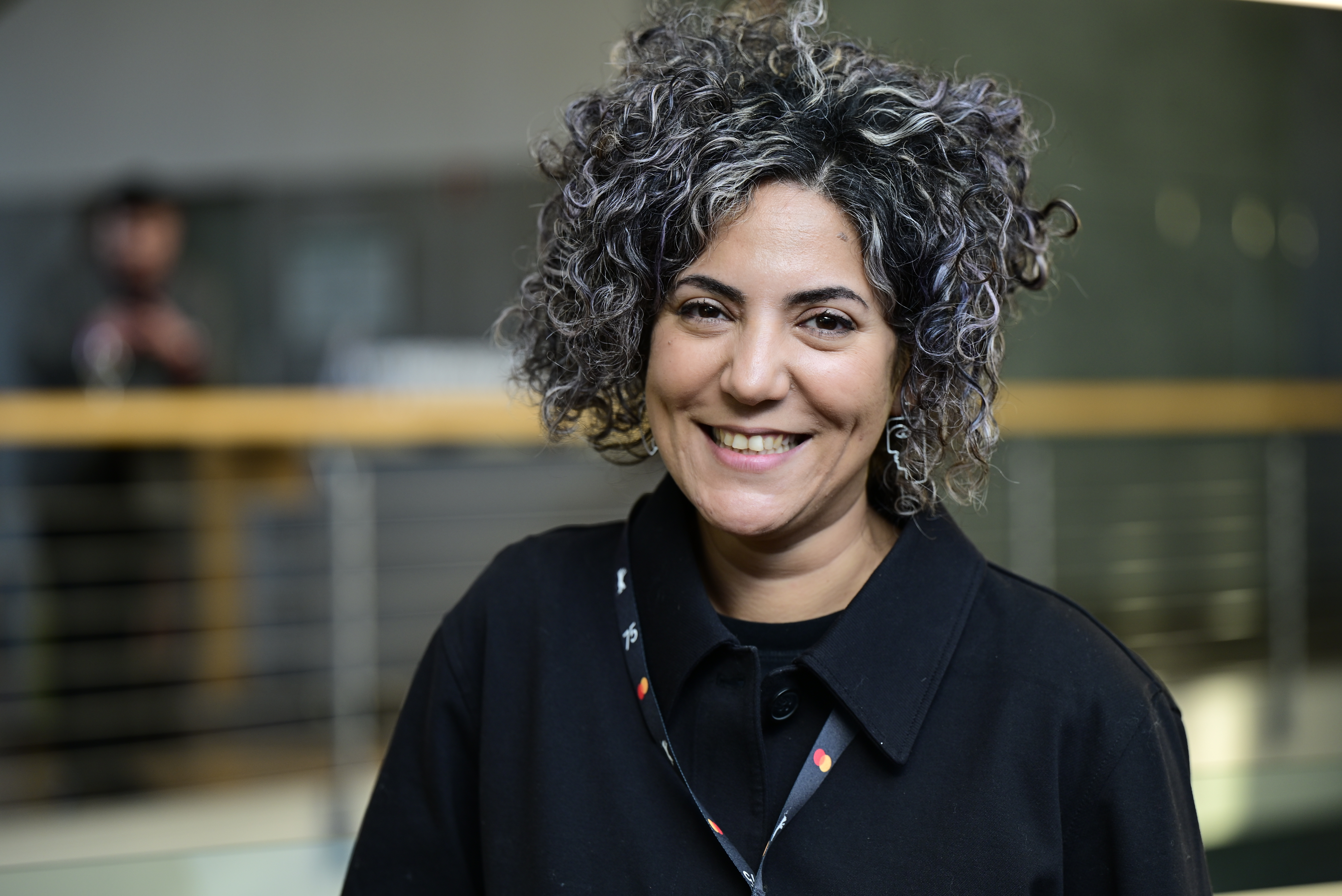
Narges Kalhor (2025)

Narges Kalhor (anhörenⓘ; * 10. September 1984 in Teheran, Iran) ist eine in Deutschland lebende iranische Filmregisseurin, Videokünstlerin und Filmeditorin.

## Leben
Kalhor ist die Tochter von Mehdi Kalhor, einem Medien- und Kulturberater des ehemaligen Iranischen Präsidenten Mahmud Ahmadinedschad. Sie studierte ab 2002 Film am Beh-andish College in Teheran. 2006 nahm sie ein Grafik-Studium auf, das sie 2008 mit dem B. A. abschloss. Seit 2004 arbeitete sie parallel zu ihrem Studium als Editorin in der ARASB Werbe- und Filmproduktionsagentur in Teheran. 2009 nahm sie aktiv an den Protesten nach den iranischen Präsidentschaftswahlen teil, in ihren Filmen kritisierte sie die iranische Regierung.
Beim Internationalen Filmfestival der Menschenrechte Nürnberg (NIHRFF) zeigte Kalhor im Oktober 2009 in der Sonderreihe Iran ihren Film Darkhish (Die Egge). Unmittelbar nach dem Screening wurde sie gewarnt, bei einer Rückkehr in den Iran aufgrund ihrer kritischen Haltung nicht mehr sicher zu sein, und war gezwungen, in Deutschland Asyl zu beantragen. Inzwischen ist sie als Asylberechtigte anerkannt.
Kalhor studierte von 2010 bis 2019 an der Hochschule für Fernsehen und Film München in der Abteilung Dokumentarfilm und Fernsehpublizistik Regie. In Co-Regie mit Benedikt Schwarzer entstand dort der Dokumentarfilm Shoot Me, der für den Deutschen Kurzfilmpreis und Deutschen Menschenrechtsfilmpreis 2014 nominiert wurde. Ihr Abschlussfilm In the Name of Scheherazade or the First Beergarden in Tehran feierte auf dem Vision du Réel 2019 Weltpremiere und lief 2020 in der Schweiz im Kino. Ihr nächstes Werk Shahid, eine Mischung aus Spiel- und Dokumentarfilm mit Elementen aus Theater und Musical, feierte 2024 im Forum der Berlinale Premiere.
Zu Kalhors wiederkehrenden Themen gehören der feministische Widerstand gegen patriarchale Strukturen, der Einsatz für eine diverse Gesellschaft, das migrantische Kino, sowie das Erzählen der Geschichten aller Menschen im westlichen Kino. In ihrem visuell und stilistisch vielfältigen Werk lässt sie sich u. a. vom deutschen Expressionismus, dem Stummfilm und von den Essayfilmen Agnès Vardas inspirieren. Sie schätzt den Experimentalfilm und meidet das klassische Narrativ.

## Filmografie

### Iran
- 2001: Without Discussion
- 2002: Illusions of a Persian Cat
- 2007: Enlightenment of a Hen
- 2007: We Must Have Died
- 2008: Darkhish (Die Egge)
- 2008: Hair
- 2009: After Green
- 2009: Bijan And Manigeh In Tehran

### Deutschland
- 2011: Munich-Tehran
- 2013: Shoot Me (Dokumentarfilm)[10]
- 2014: Kafan
- 2014: Lavashak
- 2016: Becoming-Rabe (Video-Performance von Philipp Gufler, Kalhor übernahm Co-Regie und Kamera)[11]
- 2016: Gis (Experimenteller Spielfilm)[12]
- 2019: In the Name of Scheherazade or the First Beergarden in Tehran
- 2023: Sensitive Content (Experimenteller Kurzfilm)[13]
- 2024: Shahid

## Auszeichnungen
- 2014: Videodox-Förderpreis an Narges Kalhor für Kafan[14]
- 2019: Kulturpreis Bayern (Wissenschaftspreis)
- 2019: Dokumentarfilmpreis des Goethe-Instituts auf dem DOK Leipzig[15]
- 2020: Starter-Filmpreis der Landeshauptstadt München für In the name of Scheherazade oder der erste Biergarten in Teheran
- 2023: Deutscher Kurzfilmpreis für Sensitive Content (geteilter Preis)[16]